# Medida de Dirac

Um diagrama mostrando todos os subconjuntos possíveis para um conjunto de 3 pontos. A medida de Dirac designa um tamanho de 1 para todos os conjuntos na metade superior esquerda do diagrama e 0 para todos os conjuntos na metade inferior direita.

Em matemática, uma medida de Dirac designa um tamanho a um conjunto baseado somente em se ele contém um ponto fixo x ou não. É uma forma de formalizar a ideia da função delta de Dirac, uma importante ferramenta em física e engenharia.

## Definição
Uma medida de Dirac é uma medida δx  em um conjunto X (com qualquer σ-algebra de subconjuntos de X) definida para um dado x ∈ X e qualquer conjunto (mensurável) A ⊆ X por
{\displaystyle \delta _{x}(A)=1_{A}(x)={\begin{cases}0,&x\not \in A;\\1,&x\in A.\end{cases}}}
onde  {\displaystyle 1_{A}} é a função indicadora de {\displaystyle A}.
A medida de Dirac é uma medida de probabilidade, e em termos de probabilidade ela representa o resultado quase certo de x no espaço amostral X. Também podemos dizer que a medida é um único átomo em x; no entanto, tratar a medida de Dirac como uma medida atômica não é correto quando consideramos a definição sequencial do delta de Dirac, como o limite de uma sequencia de delta. As medidas de Dirac são os pontos extremos do conjunto convexo de medidas de probabilidade em X.
O nome é uma derivação regressiva da função delta de Dirac, considerada como uma distribuição Schwartz, por exemplo na reta real; medidas podem ser tomadas para ser um tipo especial de distribuição. A identidade
{\displaystyle \int _{X}f(y)\,\mathrm {d} \delta _{x}(y)=f(x),}
a qual, na forma
{\displaystyle \int _{X}f(y)\delta _{x}(y)\,\mathrm {d} y=f(x),}
é frequentemente tomada como parte da definição da "função de delta",  está como um teorema da integral de Lebesgue.

## Propriedades da medida de Dirac
Seja δx a medida de Dirac centrada em algum ponto fixo x e em algum espaço mensurável (X, Σ).
- δx  é a medida de probabilidade, e por tanto uma medida finita.

Suponha que (X,T) é um espaço topológico e que  Σ é ao menos tão fina quanto a σ-algebra de Borel σ(T) em X.
- δx  é uma medida estritamente positiva se e somente se a topologia T é tal que x encontra-se dentre cada conjunto aberto e não vazio, e.x. no caso da topologia trivial  {∅, X}.
- Desde que  δx  é a medida de probabilidade, ela é também uma medida localmente finita.
- Se X é um espaço de Hausdorff com sua σ-algebra de Borel, então δx  satisfaz a condição para ser uma medida regular interna, uma vez que conjuntos unitários como {x} são sempre compactos. Por tanto, δx é também uma medida de Radon.
- Assumindo que a topologia T é fina o suficiente que {x} é fechado, o que é o caso na maioria das aplicações, o suporte  de δx  é {x}. (De outra forma supp(δx) é o fechamento de {x} em (X,T).) Além disso,  δx é a única medida de probabilidade cujo suporte é {x}.
- Se X é um espaço Euclidiano n-dimensional Rn com sua σ-algebra usual e media de Lebesgue n-dimensional λn, então δx é uma medida singular com respeito à  λn:  simplesmente decomGonha Rn como A = Rn \ {x}  e B={x} e observe que δx(A) = λn(B) = 0.

## Generalizações
Uma medida discreta é similar à medida de Dirac, exceto que ela é concentrada em muitos pontos contáveis, ao invés de um único ponto. Mais formalmente, a medida na reta real é chamada de medida discreta (em respeita à medida de Lebesgue) se seu suporte é no máximo um conjunto contável.